# 油渕町
油渕町（あぶらふちまち）は、愛知県碧南市にある地名。現行行政地名は油渕町一丁目から油渕町四丁目。

## 地理
北西は洲先町、北は坂口町、東は湖西町、南は油ヶ淵を挟んで平和町に、南西は高浜川を挟んで金山町に接する。

## 歴史

### 地名の由来
油ヶ淵に接していることに由来する。

### 沿革
- 当地は三河国碧海郡西端村にあった[6]。
- 1906年（明治39年） - 合併に伴い、碧海郡明治村大字西端に属する[7]。
- 1955年（昭和30年） - 合併に伴い碧南市大字西端に属する[7]。
- 1974年（昭和49年） - 碧南市大字西端の一部により同市油渕町として成立する[7]。

## 世帯数と人口
2020年（令和2年）3月31日現在の世帯数と人口は以下の通りである。
| 丁目         | 世帯数  | 人口  |
| ------------ | ------- | ----- |
| 油渕町一丁目 | 74世帯  | 178人 |
| 油渕町二丁目 | 1世帯   | 2人   |
| 油渕町三丁目 | 69世帯  | 119人 |
| 油渕町四丁目 | 27世帯  | 75人  |
| 計           | 171世帯 | 374人 |

### 人口の変遷
国勢調査による人口の推移（調査対象は1丁目および2丁目）
| 1995年（平成7年）  | 336人 | [ 8 ]  |  |
| 2000年（平成12年） | 359人 | [ 9 ]  |  |
| 2005年（平成17年） | 354人 | [ 10 ] |  |
| 2010年（平成22年） | 395人 | [ 11 ] |  |
| 2015年（平成27年） | 393人 | [ 12 ] |  |

## 学区
市立小・中学校に通う場合、学区は以下の通りとなる。また、公立高等学校に通う場合の学区は以下の通りとなる。
| 丁目         | 番・番地等 | 小学校             | 中学校             | 高等学校 |
| ------------ | ---------- | ------------------ | ------------------ | -------- |
| 油渕町一丁目 | 全域       | 碧南市立西端小学校 | 碧南市立西端中学校 | 三河学区 |
| 油渕町二丁目 | 全域       | 碧南市立西端小学校 | 碧南市立西端中学校 | 三河学区 |
| 油渕町三丁目 | 全域       | 碧南市立西端小学校 | 碧南市立西端中学校 | 三河学区 |
| 油渕町四丁目 | 全域       | 碧南市立西端小学校 | 碧南市立西端中学校 | 三河学区 |

## 施設
- 油ヶ淵水辺公園[15]
- 浄土真宗本願寺派松光山応仁寺[6][16]
- 碧南警察署 西端駐在所[17]

## その他

### 日本郵便
- 郵便番号 : 447-0083[4]（集配局：碧南郵便局[18]）。